# Sarah McDonald
Sarah McDonald (* 2. August 1993 in Newcastle upon Tyne) ist eine britische Leichtathletin, die sich auf den 1500-Meter-Lauf spezialisiert.

## Sportliche Laufbahn
Erste internationale Erfahrungen sammelte Sarah McDonald bei den Europameisterschaften 2016 in Amsterdam, bei denen sie in 4:34,92 min den neunten Platz belegte. Im Jahr darauf nahm sie an den Halleneuropameisterschaften in Belgrad teil und wurde dort in 4:13,67 min Sechste. Sie qualifizierte sich auch für die Weltmeisterschaften in London, bei denen sie mit 4:06,73 min im Halbfinale ausschied. 2018 erfolgte die Teilnahme an den Commonwealth Games im australischen Gold Coast, bei denen sie in 4:05,77 min auf Rang acht gelangte.
2019 wurde McDonald Britische Meisterin im 1500-Meter-Lauf, 2017 sicherte sie sich den Hallentitel über diese Distanz. Sie ist Medizinstudentin an der University of Birmingham.

## Persönliche Bestleistungen
- 800 Meter: 2:00,15 min, 29. Juni 2019 in Watford
- 1500 Meter: 4:00,46 min, 20. Juli 2019 in London
  - 1500 Meter (Halle): 4:07,62 min, 10. Februar 2018 in Boston
- Meile: 4:20,85 min, 22. Juli 2018 in London
- Meile (Halle): 4:32,06 min, 20. Januar 2017 in New York City